# Apartamento de Adolf Hitler em Munique

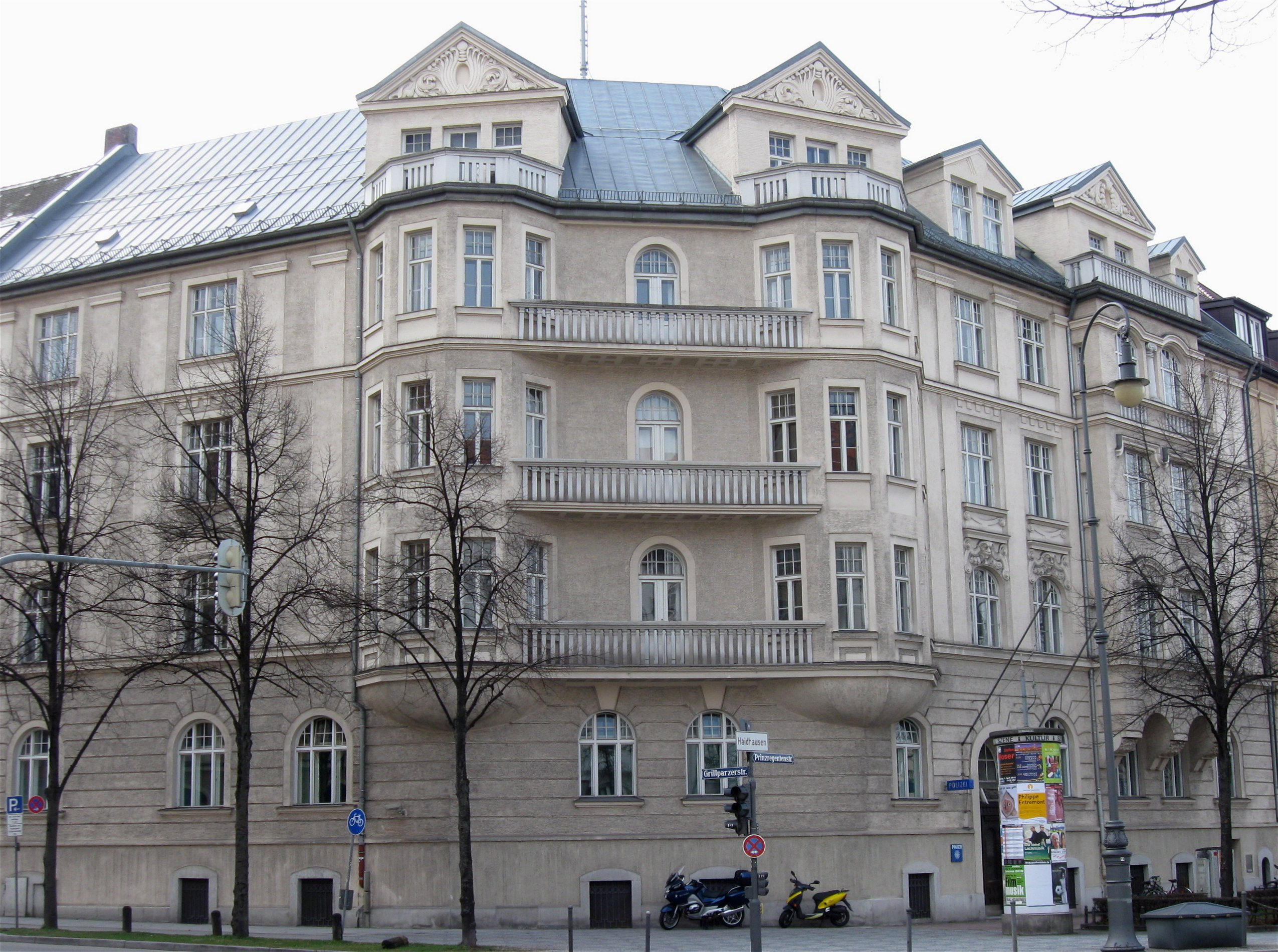
Prinzregentenplatz 16 (2010)

O apartamento de Adolf Hitler em Munique era um apartamento de propriedade de Adolf Hitler, localizado na Prinzregentenplatz 16 na cidade alemã de Munique, local de nascimento e capital do Partido Nazista, formado em Munique em 1920.

## Residência anterior

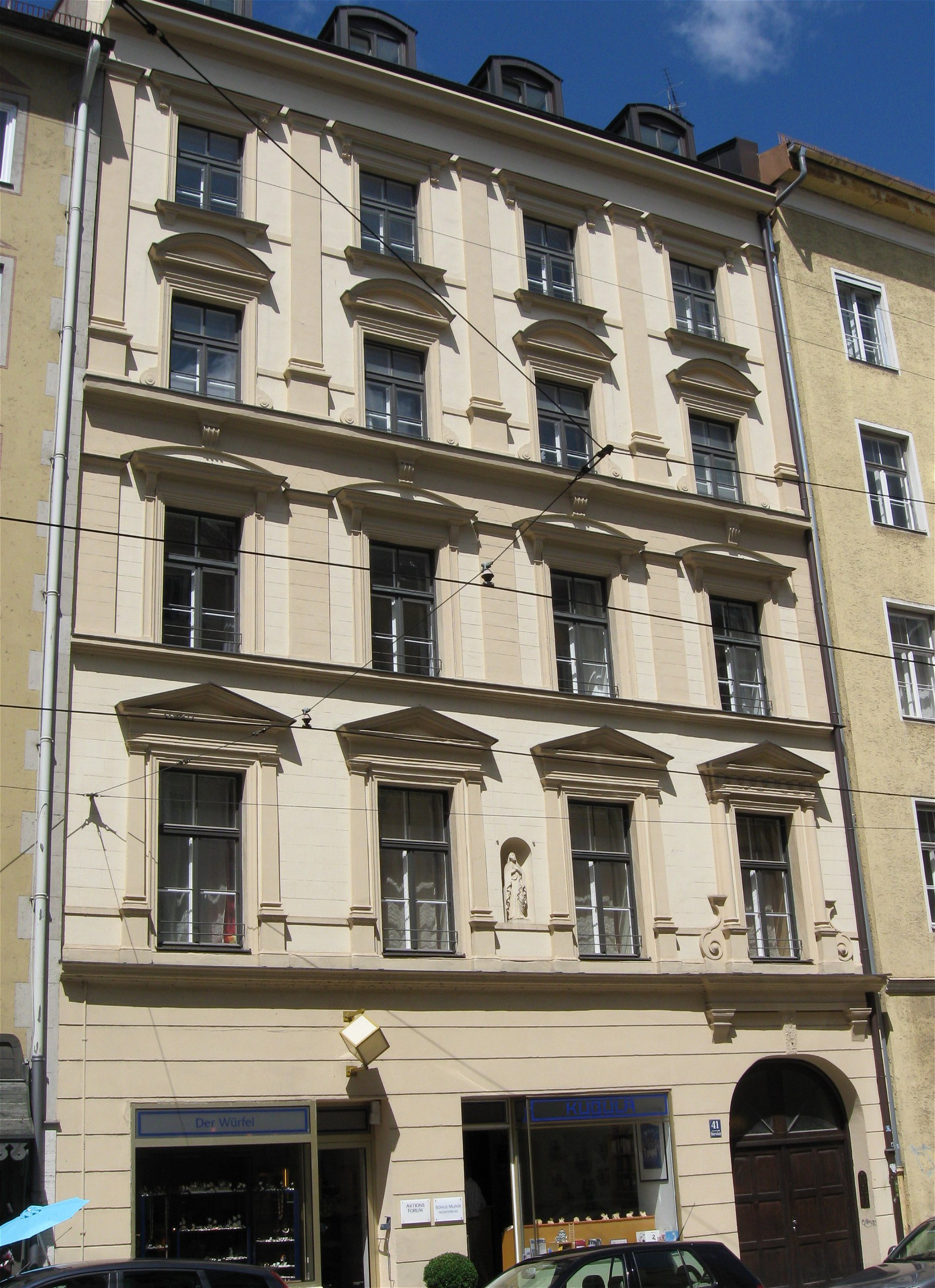
Thierschstrasse 41 (2011)

Depois que Hitler foi dispensado do Exército da Baviera em março de 1920, ele retornou a Munique e foi trabalhar em tempo integral para o Partido Nacional-Socialista dos Trabalhadores Alemães (Partido Nazista), que tinha sede naquela cidade. Ele alugou um pequeno quarto na Thierschstrasse 41 de 1920 a 1929. Mais tarde, ele alugou um segundo quarto para usar como escritório. Em 1936, o conselho municipal de Munique colocou uma placa no prédio que dizia: "Adolf Hitler viveu nesta casa de 1º de maio de 1920 a 5 de outubro de 1929". O prédio ainda está de pé; o antigo quarto de Hitler é usado para armazenamento.

## Prinzregentenplatz 16
Em 1929, Hitler mudou-se para um luxuoso apartamento de oito cômodos na Prinzregentenplatz 16. O apartamento ficava no segundo andar (de acordo com a convenção europeia; terceiro andar pela convenção americana) e incluía duas cozinhas e dois banheiros. Seu editor pagou inicialmente por ele; uma década depois, Hitler pagou por ele diretamente. Posteriormente, todo o edifício tornou-se propriedade do Partido Nazista.[carece de fontes?]
Em 1935, o apartamento foi reformado pela designer Gerdy Troost, viúva do arquiteto Paul Troost, membro do Partido Nazista e conselheiro arquitetônico de Hitler. Hitler encheu o apartamento com obras de arte que havia colecionado, especialmente pinturas alemãs do século XIX, bem como antigos mestres alemães.
Em 1925, Hitler trouxe sua meia-irmã viúva Angela Raubal da Áustria para servir como governanta em seu apartamento em Munique e em sua villa alugada Berghof. Ela trouxe suas duas filhas, Geli e Friedl. Hitler se tornou muito próximo de sua sobrinha Geli Raubal, e ela se mudou para seu apartamento em 1929, quando tinha 20 anos. O relacionamento deles é envolto em mistério, mas havia rumores de que era romântico. Em 18 de setembro de 1931, ela morreu de um ferimento à bala no apartamento; o legista proclamou sua morte como suicídio. Hitler estava a caminho de Erlangen para fazer um discurso, mas retornou imediatamente a Munique ao ouvir a notícia. Ele levou a morte dela muito a sério e entrou em depressão. Ele a lamentou por anos, mantendo seus quartos exatamente como estavam.
Hitler continuou a viver no apartamento até 1934, quando se tornou Führer und Reichskanzler da Alemanha. Depois disso, Hitler manteve o apartamento, mas passou a maior parte do tempo em Berlim ou em sua residência Berghof.
Hitler às vezes usava o apartamento de Munique para reuniões diplomáticas de alto nível. Em 25 de setembro de 1937, ele se reuniu lá com Benito Mussolini quando ele estava tentando fazer com que Mussolini concordasse com seu plano de anexar a Áustria à Alemanha; os líderes concordaram com o fortalecimento de seu pacto do Eixo. Ele também se encontrou com o primeiro-ministro britânico Neville Chamberlain no apartamento em 30 de setembro de 1938, após a assinatura do Acordo de Munique das quatro potências.

### Período pós-guerra
Quando os Aliados ocuparam Munique em 1945, encontraram o apartamento exatamente como Hitler o havia deixado. A fotógrafa da Vogue Lee Miller cativou a imaginação do público ao ser fotografada tomando banho na banheira de Hitler em 30 de abril de 1945, coincidentemente o mesmo dia em que Hitler cometeu suicídio. O edifício serviu como sede da Seção Americana durante o período imediatamente posterior à guerra.

### Dias atuais
O edifício ainda está de pé e é ocupado pelo Escritório de Financiamento de Munique para o estado da Baviera. O segundo andar, antigo apartamento de Hitler, abriga a sede da polícia regional de Munique e não está aberto ao público.

### Citações
1. ↑  Kershaw 2008, p. 93.
2. 1 2 3 4 5  «Traces of Evil: Remaining Nazi sites in Germany». Sites around Munich (3). 2008. Consultado em 15 de agosto de 2014
3. ↑  Stratigakos, Despina (2015). Hitler at Home (em inglês). New Haven: Yale University Press. pp. Capítulo 1. ISBN 978-0-300-18381-8
4. 1 2  Stratigakos, Despina (2015). Hitler at Home (em inglês). New Haven: Yale University Press. pp. Capítulo 3. ISBN 978-0-300-18381-8
5. ↑  Schenkler 2007, pp. 204-205.
6. ↑  Fouse 2005, pp. 161-162.
7. ↑  McDonough 2003, pp. 82-83.
8. ↑  Corvaja 2013, p. 48.
9. ↑  «At Home with Hitler». The Guardian. 31 de agosto de 2007. Consultado em 15 de agosto de 2014
10. ↑  Dyas, Brie (18 de agosto de 2013). «Lee Miller, 1940s Vogue Photographer, Poses In Hitler's Bathtub (PHOTO)». Huffington Post. Consultado em 15 de agosto de 2014
11. ↑  «Witness History - Lee Miller in Hitler's bath». bbc.co.uk. BBC. 12 de junho de 2023. Consultado em 5 de outubro de 2024. Eu estava morando no apartamento particular de Hitler quando sua morte foi anunciada. Era meia-noite do Primeiro de Maio, estava nevando, estávamos comemorando estar lá de qualquer maneira e a voz seca e convincente da BBC era apenas outro rumor vago. Tudo bem. Ele estava morto. Ele nunca tinha realmente estado vivo para mim até este dia. Ele tinha sido um monstro de máquina maligna todos esses anos, até que visitei todos os lugares que ele tornou famosos, conversando com as pessoas que o conheciam, vasculhando fofocas de bastidores e comendo e dormindo em sua casa.
12. ↑  Stratigakos, Despina (2015). Hitler at Home (em inglês). New Haven: Yale University Press. pp. Capítulo 11. ISBN 978-0-300-18381-8